# 51663 Lovelock
51663 Lovelock è un asteroide della fascia principale. Scoperto nel 2001, presenta un'orbita caratterizzata da un semiasse maggiore pari a 2,2448709 UA e da un'eccentricità di 0,0763426, inclinata di 4,38123° rispetto all'eclittica.